# Оріхівка (Болградський район)
Орі́хівка (до 1945 року — Пандаклія) — село Кубейської сільської громади Болградського району Одеської області в Україні. Населення становить 1784 осіб.

## Географія
Селом тече Балка Пандаклійська.

## Історія
За даними 1859 року у болгарській колонії Пандаклія (Фундуклі) Аккерманського повіту Бессарабської області мешкало 1233 особи (609 чоловічої статі та 624 — жіночої), налічувалось 180 дворових господарств, існували православна церква.
Станом на 1886 рік у болгарській колонії Кубейської волості мешкало 2056 осіб, налічувалось 310 дворових господарств, існували православна церква, школа, 5 лавок.
За переписом 1897 року кількість мешканців зросла до 2804 осіб (1389 чоловічої статі та 1415 — жіночої), з яких 2801 — православної віри.
14 листопада 1945 року було перейменовано село Пандаклія Новоіванівського району на село Оріхівка і Пандаклійську сільську раду — на Оріхівську.
19 липня 2020 року, в результаті адміністративно-територіальної реформи і ліквідації Болградського (1940  – 2020) району, село увійшло до складу новоутвореного Болградського району.

## Населення
Згідно з переписом 1989 року населення села становило 2584 особи, з яких 1266 чоловіків та 1318 жінок.
За переписом населення 2001 року в селі мешкали 2273 особи.

### Мова
Розподіл населення за рідною мовою за даними перепису 2001 року:
| Мова       | Відсоток |
| ---------- | -------- |
| болгарська | 93,98 %  |
| українська | 2,1 %    |
| російська  | 1,81 %   |
| молдовська | 0,91 %   |
| гагаузька  | 0,82 %   |
| циганська  | 0,16 %   |
| німецька   | 0,04 %   |

## Герб і прапор
На прапорі і гербі відображені головні елементи життя селян. Так як свою назву населений пункт отримав завдяки вирощуванню здавна волоських горіхів, то на гербі є їх зображення.
 
Другим елементом було обране золоте виноградне гроно. Вони розташовуються з боків великого зображення Святого Георгія Змієборця, що вражає списом змія. Ім'я цього святого носить місцева церква. 
Основними кольорами прапора є червоний, жовтий та зелений, які символізують життя, великодушність, багатство; пшеничне поле, сонце; родючість, процвітання та оновлення природи — відповідно.

## Відомі мешканці
- Малинов Александр — болгарський політичний діяч, лідер Демократичної партії. Голова уряду країни у 1908–1911, 1918 та 1931 роках, з іменем якого пов'язано проголошення незалежності Болгарії.